# Aethecerus parvus
Aethecerus parvus là một loài tò vò trong họ Ichneumonidae.